# Скаді (міфологія)
Скаді (давньоскан. Skaði; варіанти написання: Skade, Skadi, Skadhi, Skathi — транслітерація імені Skaði) — в скандинавська богиня полювання, зими та гір, крижана велетка. Атрибути її — лук та лижі. Згадується в Старшій Едді, Молодшій Едді та Сазі про Інглінгів. Ім'я Скаді зустрічається в найстаріших скандинавських топонімах. За думкою ряду вчених, від її імені походить назва «Скандинавія».
Спочатку вона, ймовірно, була богинею родючості в її зимовій іпостасі. Припускається, що Скаді раніше шанували нарівні з Фрігг та Фреєю, проте з розвитком скандинавських вірувань вона втратила свою значимість.
Скаді представляє зиму та лід, одружена з Ньйордом.
Згідно зі скандинавськими міфами, коли аси вбили її батька Тьяцці, Скаді озброїлася і вирушила мститися за нього в Асгард. Однак аси запропонували Скаді як викуп за батька вибрати одного з богів собі за чоловіка. Вона погодилася, поставивши умову: аси повинні були розсмішити її, що доти нікому не вдавалося. Локі прив'язав до мошонки цапину бороду і проскакав в такому вигляді перед Скаді. Вона зареготала, а за нею і всі інші аси. Потім Скаді запропонували вибрати чоловіка. Вибирати вона повинна була, бачачи тільки босі ноги асів. Вона вказала на одного з них, вважаючи, що це Бальдр, але її обранцем виявився Ньйорд з Ноатуна («Корабельний двір»).
Потім Одін взяв очі Тьяцці і закинув на небо, створивши з них зірки; а між Скаді і асами встановився мир.
Скаді бажала оселитися в Трюмхеймі («Житло шуму»), у горах, де жив її батько, Ньйорд же хотів жити біля моря. Вони вирішили дев'ять днів жити в Трюмхеймі, а інші дев'ять — у Ноатуні. Але врешті через це посварилися і розійшлися.
Сага про Інглінгів згадує, що Скаді пізніше жила з Одіном і народила від нього багато синів.
В Старшій Едді говориться, що коли аси зловили Локі, винного в смерті Бальдра, і прив'язали його до скелі, саме Скаді підвісила над головою Локі змію, із зубів якої постійно сочилася отрута.
На честь богині названа найвища гора Венери — Скаді.